# Брон, Саул Григорьевич
Саул Григорьевич (Шойл Гершкович) Брон (1887—1938) — советский хозяйственный деятель, экономист и дипломат, революционер. Уполномоченный НКВТ РСФСР при СНК Украинской ССР, торгпред СССР в Великобритании. Расстрелян в 1938 году, реабилитирован посмертно. 

## Биография
Родился 25 января 1887 года в еврейской семье в Одессе. Высшее образование начал получать в Киевском коммерческом институте. Революционную деятельность начал в студенческие годы, за что был отчислен из вуза. Обучение продолжил за границей, в частности в Германии, Франции и Швейцарии. В Цюрихском университете защитил докторскую диссертацию по экономике, посвященную внешней торговле зерном. Свободно владел французским, немецким и английским языками.
В 1921—1923 гг. работал уполномоченным НКВТ РСФСР при СНК Украинской ССР.
В 1924 гг. — временно переведен на работу в Народный комиссариат труда, а вскоре назначен директором Роскомбанка (Внешторгбанк СССР).
В 1925—1926 гг. — президент Экспортхлеба.
В 1927—1930 гг. — председатель правления советско-американской торговой компании «Амторг».
В феврале 1930 года в Детройте заключил договор с архитектурно-строительной фирмой Альберта Кана относительно строительства в Харькове, Сталинграде и Челябинске тракторных заводов.
В мае 1930 года — назначен торгпредом СССР в Великобритании. С этим совмещал обязанности председателя лондонского торгового общества «АРКОС».
20 сентября 1931 г. отозван в Москву с назначением Председателем Торговой палаты СССР и заместителем наркома внешней торговли СССР.
В 1934 году переведен на должность заместителя заведующего Объединением государственных книжно-журнальных издательств при Наркомате просвещения СССР. Проживал : г. Москва, ул. А. Серафимовича, д.2 (Дом правительства), кв.403.
25 октября 1937 года арестован. Внесен в Сталинский расстрельный список  от 19 апреля 1938 г. («Москва-центр») по 1-й категории («за» Сталин, Молотов, Каганович, Жданов ).
21 апреля 1938 года осужден к расстрелу Военной коллегией Верховного Суда СССР по обвинению в  «шпионаже, участии в контрреволюционной террористической организации, организацию покушения на жизнь тов. Сталина» и расстрелян в тот же день в одной группе осужденных ВКВС СССР фигурантов Сталинских расстрельных списков. Место захоронения  — спецобъект НКВД «Коммунарка» ( Московская область).
25 апреля 1956 года реабилитирован посмертно Военной коллегией Верховного Суда СССР..

## Труды
- Saul G. Bron Soviet Economic Development and American Business. — New York, H. Liveright, 1930.

## Семья
- Жена — Клара (Хая) Азарьевна Брон (урождённая Холодовская, 1885—1945), уроженка Умани (по другим данным Белой Церкви), старший научный референт Института мирового хозяйства и мировой политики; осуждена 16 мая 1938 года ОСО при НКВД СССР как ЧСИР на 8 лет ИТЛ, отбывала срок в Акмолинском лагере жён изменников Родины, умерла в заключении 25 января 1945 года от метастазного рака печени[6].
  - Дочь — Мира (Мириам), после войны работала в Наркомнефти в Москве и на острове Сахалин, умерла вскоре после реабилитации отца.
  - Сын — Лев Саулович Брон (1912—1985), был исключен из Военной академии бронетанковских войск и выслан из Москвы; учёный в области станкостроения, заведующий лабораторией в Научно-исследовательском экспериментальном институте металлорежущих станков, автор монографий «Гидравлический привoд агрегатных станкoв и автoматических линий» (3-е изд., 1974), «Конструкции и наладка автоматических линий и специальных станков» (3-е изд., 1977) и других.